# Рассел Баверс
Рассел «Расті» Баверс (20 жовтня 1952 , Меса, Аризона ) — американський політик і нинішній спікер Палати представників Аризони (з 2019 року), член Республіканської партії, який з 2015 року представляє 25-й законодавчий округ Обраний спікером у 2019 році.
Раніше Баверс представляв 21-й законодавчий округ у Палаті представників Аризони з 1993 по 1997 рік і в Сенаті Аризони з 1997 по 2001 рік. За освітою — художник, який спеціалізується на акварелі, олійному живописі та скульптурі, а також займався будівництвом та освітою.
У лютому 2022 року Бауерс подав документи, щоб балотуватися до Сенату Аризони в 10-му окрузі. Він зустрінеться з Дейвом Фарнсвортом на праймеріз Республіканської партії.

## Ранній життєпис та навчання
Баверс відвідував громадський коледж Меса, Університет штату Аризона та Університет Брігама Янга. Член Церкви Ісуса Христа Святих Останніх Днів, два роки був мормонським місіонером у Мексиці.

## Опір скасуванню президентських виборів у США 2020 року
Баверс відмовився співпрацювати з ініціаторами скасування президентських виборів у США 2020 року, публічно заявивши, що немає жодних доказів фальсифікації виборів, які б вимагали відхилення результатів президентських виборів у США 2020 року в Аризоні. 21 червня 2022 року Баверс дав свідчення комісії 6 січня. Під час своїх свідчень заявив, що коли він запитав у Руді Джуліані докази того, що було шахрайство, Джуліані відповів: «У нас є багато теорій, у нас просто немає доказів».
Баверс також відхилив законопроєкт у Палаті представників штату Аризона, який дозволяв законодавчому органу штату скасувати результати президентських виборів в Аризоні.
За свої зусилля, спрямовані на протистояння спробам скасувати результати виборів 2020 року Баверс був нагороджений премією Джона Ф. Кеннеді за відвагу. Він був одним із п'яти лауреатів (включаючи Президента України Володимира Зеленського), які отримали нагороду у 2022 році. Але Республіканська партія Аризони засудила Баверса за його принциповість.

## Особисте життя
Рассел Баверс одружений з Донеттою Рассел, з якою має семеро дітей. У січні 2021 року Баверс оголосив про смерть однієї зі своїх доньок, яка «тривалий час» боролася з хворобою
.

## Участь у виборах
- У 2014 році Баверс та Олсон перемогли Хейді Доусон, Мішель Удалл та Джеррі Вокера на праймеріз Республіканської партії. Олсон і Баверс на загальних виборах перемогли Девіда Батлера, Шейлу Оджеа і лібертаріанця Майкла Кільскі, при цьому Баверс отримав 33 220 голосів.[19]
- У 2016 році Баверс та Удалл перемогли Росса Гроена на праймеріз Республіканської партії. Баверс та Удалл перемогли Кетлін Ран, при цьому Баверс отримав 51 160 голосів.[20]
- У 2018 році Баверс та Удалл перемогли Марлен Хінтон на праймеріз Республіканської партії. Баверс та Олсон перемогли Джонні Мартіна на загальних виборах, при цьому Баверс отримав 30 712 голосів.[20]